# Feenteich
Der  Feenteich ist ein Teich in Hamburg-Uhlenhorst und eine Aufweitung des aus Osten kommenden Uhlenhorster Kanals. Er hat eine Fläche von etwa 2,5 Hektar. Im Westen ist er mit dem Ostufer der Außenalster verbunden. 

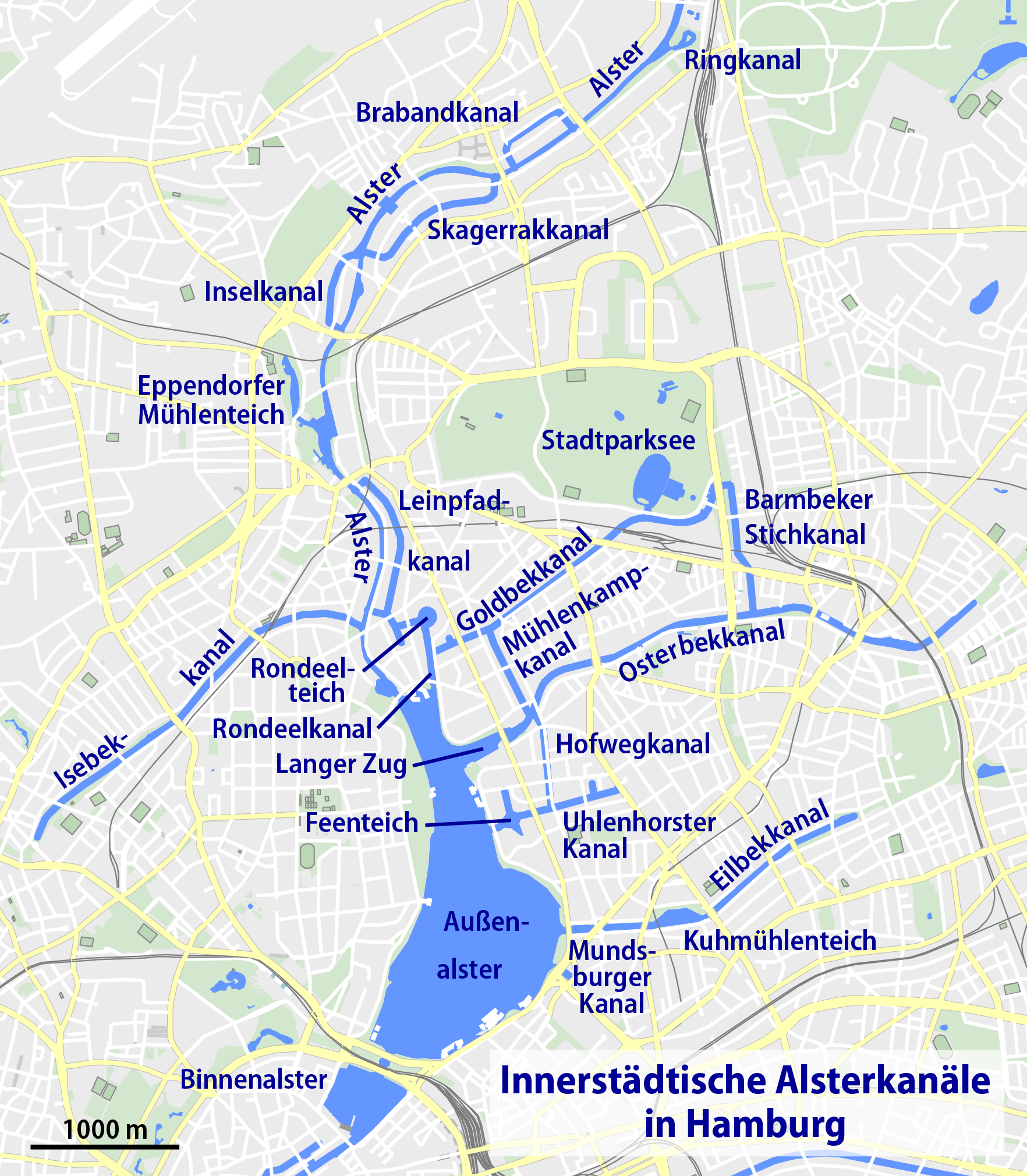
Innerstädtische Kanäle von Hamburg mit dem Feenteich östlich der Außenalster

Außerdem zweigt ein Stichkanal nach Norden ab bis zur Karlstraße. Im Jahr 1885 existierte abgehend von diesem – nach Westen – noch ein weiterer sehr kurzer Stichkanal zu einem kleinen Bassin.
Der Feenteich wurde früher als „Bassin“ bezeichnet. Er gehört seit jeher zu den begehrtesten Wohnlagen in Hamburg. So standen dort beispielsweise in den Jahren 2019 bis 2023 Seegrundstücks-Villen im Wert von zwischen 18,2 und 28,5 Millionen Euro zum Verkauf.  Direkt am Feenteich an der Feenteichbrücke liegt das Gästehaus des Senats mit der Anschrift Schöne Aussicht 26.